# Maurits Pinnoy
Maurits Pinnoy (5 juli 1930 - 26 oktober 2015) was een Belgisch classicus en hoogleraar aan de Katholieke Universiteit Leuven.

## Biografie
Maurits Pinnoy liep school aan het Sint-Pieterscollege in Leuven. Vanaf 1965 was hij als classicus aan de Katholieke Universiteit Leuven verbonden. Hij was gespecialiseerd in Griekse literatuur. Hij was de eerste voorzitter van de didactische commissie van de faculteit Letteren en stond aan het hoofd van het departement Klassieke Studies. Van 1979 tot 1985 was hij decaan van de faculteit Letteren. Hij was samen met Mark Debrock, Paul De Meester en Roger Dillemans kandidaat bij de rectorsverkiezingen in 1985, die door Dillemans werden gewonnen.